# 4Q285

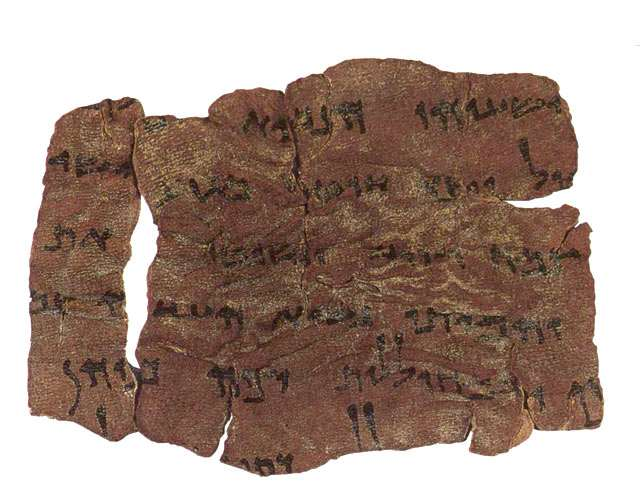
Rękopis 4Q285 z tekstem Zwoju Wojny

4Q285 oznaczany również jako 4QSM – rękopis znaleziony w grocie 4 w Kumran należący do zwojów znad Morza Martwego. Zawiera on fragment tekstu znanego jako Zwój Wojny i najlepiej zachowanego w zwoju 1QM. Rękopis jest datowany na początek I wieku n.e.
Zachowała się jedna karta tego dokumentu o wymiarach 4 na 5 cm. Karta rękopisu zawiera 6 linii i jest znana jako „Przebicie Mesjasza”. Tekst jest napisany pismem z okresu Heroda. Odnosi się on do Mesjasza pochodzącego z rodu Dawida, do wyroku oraz śmierci.
Ponieważ starożytny język hebrajski składał się głównie ze spółgłosek, samogłoski musiał uzupełniać sam czytelnik zgodnie z kontekstem tekstu. Z tego powodu linię 4 rękopisu można przetłumaczyć zarówno jako „i Książę Zgromadzenia, z rodu Dawida, zabije go” jak też jako „i zabili księcia z rodu Dawida”. Ze względu na drugą interpretację, tekst został nazwany „Przebicie Mesjasza”. Interpretacja ta nawiązuje do opisu Mesjasza z Księgi Izajasza.